# Rachel Mwanza
Rachel Mwanza (Kinshasa, 1997) é uma atriz da República Democrática do Congo, mais conhecida por sua atuação como Komona no filme de 2012 A Feiticeira da Guerra.
Nascida em 1997 e abandonada por seus pais ainda criança, Rachel Mwanza passou vários anos vivendo como uma criança de rua em Kinshasa, antes de ser escalada para o filme A Feiticeira da Guerra. A escalação ocorreu depois que o diretor Kim Nguyen e os produtores Pierre Even e Marie-Claude Poulin viram um documentário sobre as crianças de rua de Kinshasa. Devido à sua falta de educação, ela não sabia ler nem escrever. Os cineastas, desde então, fizeram poupanças para pagar sua educação e moradia, até ela completar 18 anos em 2015. Em fevereiro de 2013, aos 16 anos, ela assistiu a cerimônia do Oscar.
Seu desempenho no filme lhe rendeu prêmios, como o de Melhor Atriz nos festivais de Berlim, no Festival de Cinema de Tribeca, no Vancouver Film Critics Circle, bem como o prêmio de Melhor Atriz no Prêmio Tela 2013 canadense.
Em 2012, ela apareceu em seu segundo papel no cinema, em Kinshasa Kids, de Marc-Henri Wajnberg.